# Primo voto
Primo voto – łacińskie wyrażenie, które oznacza „z pierwszego małżeństwa”. Jest używane w kontekście nazwisk kobiet, które były zamężne więcej niż jeden raz. W takim przypadku primo voto odnosi się do nazwiska męża z pierwszego małżeństwa.

## Konstrukcja i kolejne małżeństwa
Pierwszy wyraz jest liczebnikiem i oznacza nazwisko kobiety z danego małżeństwa: primo – pierwsze, secundo – drugie, tertio – trzecie. Wyraz voto oznacza „z zawartego ślubu” i używa się go wyłącznie w połączeniu z liczebnikiem, np. Mniszkówna Helena, z domu Mniszek-Tchorznicka, primo voto Chyżyńska, secundo voto Rawicz-Radomyska.

## Pisownia
Według tradycyjnych norm zwyczajowych, liczebnik łaciński można skracać cyfrą arabską lub cyfrą rzymską, dodając za nią znak stopnia (°), np. Kora (Olga Aleksandra Sipowicz z domu Ostrowska, 1° v. Jackowska). Skrót v. stosuje się zwłaszcza w nekrologach.